# Ackee (firma)
Ackee,  s. r. o. je česká technologická firma sídlící v pražském Karlíně. Zabývá se zakázkovým vývojem mobilních a webových aplikací, zajišťuje celý proces projektu bez třetích stran od zpracování technické analýzy, přes UX a UI design a testování až po následný provoz a údržbu. Kromě vývoje a designu mobilních aplikací se společnost zabývá také tvorbou webů, digitalizací firem a novými technologiemi, jako je například blockchain nebo AR.[zdroj?]

## Historie a současnost
V roce 2012 bylo Ackee založeno absolventy ČVUT Martinem Půlpitlem, Josefem Gattermayerem a Dominikem Veselým. Na trh firma prorazila vlastní aplikací App4Fest (později přejmenována na App4Event), kterou využívají české i zahraniční festivaly a konference – například Rock for People, Majáles, Mighty Sounds, MFDF, LFŠ, Grape Festival nebo Obscene Extreme.
Od té doby Ackee vyvíjelo mobilní a webové aplikace například pro T-Mobile, Škoda Auto, Zonky, Volkswagen, Equa bank, Audi, Bazoš, Německý spolkový sněm (Deutscher Bundestag), WWF, Livesport, Mezinárodní filmový festival Karlovy Vary, Českou televizi nebo unicornový startup Delivery Hero, vlastnící českou značku DámeJídlo.[zdroj?]
V minulosti bylo Ackee také spolupořadatelem pravidelné konference pro mobilní vývojáře mDevTalk.
V roce 2017 firma otevřela pobočku v Berlíně.[zdroj?]
V roce 2018 Ackee získalo grant od Ethereum Foundation na tvorbu vývojářských nástrojů této kryptoměny. V témže roce firma zahájila vývoj nové aplikace pro Německý spolkový sněm, která byla vydána v březnu 2019.
V roce 2019 firma získala grant od Tezos Foundation na tvorbu proof-of-concept aplikace, která ukazuje využití kryptoměn v praxi.
V roce 2020 firma oznámila spolupráci se společnostmi Livesport, Škoda Auto, Volkswagen WeShare, CME nebo WWF a 50% meziroční nárůst obratu na 75 mil. Kč.[zdroj?]
V roce 2021 firma dosáhla obratu 100 mil. Kč a společně s Rockaway Blockchain Fund založila joint venture Ackee Blockchain, který se zaměřuje na bezpečnost blockchainu prostřednictvím vývoje a auditů tzv. smart kontraktů.[zdroj?]
V roce 2022 Ackee oslavilo 10. výročí od svého založení a ve spolupráci se sítí Česká televize vydalo mobilní aplikaci iVysílání.
V roce 2023 spolumajitelé Ackee prodali 20% podíl ve firmě české finanční skupině Expandia a navázali úzkou spolupráci se společností Arbes Technologies, která dodává softwarová řešení pro banky a kapitálové trhy.
V roce 2024 spoluzakladatelé firmy předali vedení dlouholetým spolupracovníkům a dosavadního výkonného ředitele Martina Půlpitla ve funkci nahradil Marek Přibáň.
V současné době[kdy?] tvoří interní tým Ackee více než 70 vývojářů, designérů, projektových manažerů a testerů.[zdroj?]

## Společensky odpovědné aktivity
V roce 2018 Ackee ve spolupráci s Nadačním fondem nezávislé žurnalistiky a Nadací Open Society Fund Praha uspořádalo hackathon zaměřený na boj proti fake news s názvem FakeHacks.
V témže roce společnost vyhlásila soutěž Milion pro neziskovku a darovala znakovací aplikaci neziskové organizaci Centrum pro dětský sluch Tamtam.
V roce 2019 Ackee vydalo vzdělávací a vzpomínkovou aplikaci Svobodu! k 30. výročí Sametové revoluce. Prostřednictvím této mobilní aplikace mohli uživatelé sledovat události 17. listopadu 1989 v reálném čase.
V roce 2020 firma v rámci iniciativy Smysluplné Vánoce rozdělila příspěvek ve výši 159 000 Kč mezi neziskové organizace Asistence, EDUin a Lékaři bez hranic.
V roce 2021 Ackee vyvinulo zdarma mobilní aplikaci pro celostátní výzvu Do práce na kole pořádanou neziskovým spolkem AutoMat, který se stará o rozvoj udržitelné dopravy pomocí pozitivní proměny ulic a veřejného prostoru.
Později ve stejném roce společnost v rámci interního hackathonu vytvořila mobilní aplikaci iSněmovna, aby uživatelům usnadnila přístup k živému vysílání a záznamům jednání z Poslanecké sněmovny ČR.

## Ocenění
V roce 2018 získalo Ackee v žebříčku Deloitte CE Technology Fast 50 Speciální cenu pro softwarové firmy z ČR v kategorii Recognition of Excellence.
V roce 2019 společnost obdržela ocenění v německé soutěži Annual Multimedia Award 2020 za aplikaci pro Bundestag.
Na udílení cen WebTop100 se klienti Ackee umístili na prvním (Equa bank) a druhém místo (Bazoš) v kategorii Mobilní řešení roku 2019.
V roce 2020 byla společnost zařazena mezi nejrychleji rostoucí technologické firmy v regionu Evropa, Afrika a Blízký východ v žebříčku Deloitte Technology Fast 500 EMEA.
V témže roce získalo Ackee druhé ocenění za aplikaci pro Bundestag na mezinárodní soutěži German Brand Award pořádané organizací German Design Council.
V globálním katalogu B2B dodavatelů Clutch byla firma zařazena mezi 1000 nejlepších společností za rok 2020. V následujícím roce se společnost umístila na první příčce v žebříčku nejlepších společností oblasti designu a vývoje v České republice.
V roce 2024 vyhrála aplikace eDoklady, na které se Ackee podílelo, cenu publika na AppParade 36. V témže roce se firma zúčastnila také soutěže Recruitment Academy Awards, kde získala druhé místo v kategorii Nejlepší inzerát roku.[zdroj?]

## Produkty
App4Event je mobilní aplikace, která nahrazuje tištěný program a umožňuje komunikaci a interakci mezi návštěvníky a pořadateli festivalů, konferencí a jiných společenských událostí. Aplikace původně vznikla pod názvem App4Fest a byla určena pro festivaly. S rozšířením cílové skupiny se změnil i název.[zdroj?]
Expenses jsou webová aplikace sloužící k ukládání, třídění a předávání účetních dokladů. Informace z dokladů aplikace přeměňuje ve strukturovaná data, která následně přehledně vizualizuje v grafech.[zdroj?]
Passwd je týmový správce hesel určený pro uživatele Google Workspace. Jako cloud-native aplikace běží na Google Cloud Platform účtu každého uživatele, čímž je z modelu odstraněna třetí strana poskytovatele přítomná u aplikací typu SaaS (software as a service).